# James Kerr (Politiker, 1851)

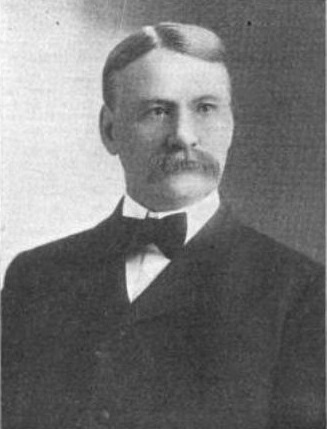
James Kerr, 1903

James Kerr (* 2. Oktober 1851 in Reedsville, Mifflin County, Pennsylvania; † 31. Oktober 1908 in New York City) war ein US-amerikanischer Politiker. Zwischen 1889 und 1891 vertrat er den Bundesstaat Pennsylvania im US-Repräsentantenhaus.

## Werdegang
James Kerr erhielt eine akademische Ausbildung. Bis 1864 lebte er im Blair County; im Jahr 1867 zog er nach Clearfield, wo er 1878 Friedensrichter wurde. In den Jahren 1880 und 1883 bekleidete er im Clearfield County das Amt des Prothonotary. Privat arbeitete er im Kohle- und Holzgeschäft. Gleichzeitig schlug er als Mitglied der Demokratischen Partei eine politische Laufbahn ein.
Bei den Kongresswahlen des Jahres 1888 wurde Kerr im 28. Wahlbezirk von Pennsylvania in das US-Repräsentantenhaus in Washington, D.C. gewählt, wo er am 4. März 1889 die Nachfolge von Edwin Sylvanus Osborne antrat. Da er im Jahr 1890 von seiner Partei nicht zur Wiederwahl nominiert wurde, konnte er bis zum 3. März 1891 nur eine Legislaturperiode im Kongress absolvieren.
Zwischen 1891 und 1895 übte er die Funktion des Clerk im US-Repräsentantenhaus aus. Danach nahm er seine früheren Tätigkeiten wieder auf. Er starb am 31. Oktober 1908 in New York City und wurde in Clearfield beigesetzt.